# VGLL4
VGLL4 (англ. Vestigial like family member 4) – білок, який кодується однойменним геном, розташованим у людей на 3-й хромосомі. Довжина поліпептидного ланцюга білка становить 290 амінокислот, а молекулярна маса — 30 948.
| 10         |  | 20         |  | 30         |  | 40         |  | 50         |
| ---------- |  | ---------- |  | ---------- |  | ---------- |  | ---------- |
| METPLDVLSR |  | AASLVHADDE |  | KREAALRGEP |  | RMQTLPVASA |  | LSSHRTGPPP |
| ISPSKRKFSM |  | EPGDEDLDCD |  | NDHVSKMSRI |  | FNPHLNKTAN |  | GDCRRDPRER |
| SRSPIERAVA |  | PTMSLHGSHL |  | YTSLPSLGLE |  | QPLALTKNSL |  | DASRPAGLSP |
| TLTPGERQQN |  | RPSVITCASA |  | GARNCNLSHC |  | PIAHSGCAAP |  | GPASYRRPPS |
| AATTCDPVVE |  | EHFRRSLGKN |  | YKEPEPAPNS |  | VSITGSVDDH |  | FAKALGDTWL |
| QIKAAKDGAS |  | SSPESASRRG |  | QPASPSAHMV |  | SHSHSPSVVS |  |            |

A: Аланін

C: Цистеїн

D: Аспарагінова кислота

E: Глутамінова кислота

F: Фенілаланін

G: Гліцин

H: Гістидин

I: Ізолейцин

K: Лізин

L: Лейцин

M: Метіонін

N: Аспарагін

P: Пролін

Q: Глутамін

R: Аргінін

S: Серин

T: Треонін

V: Валін

W: Триптофан

Кодований геном білок за функцією належить до фосфопротеїнів. 
Задіяний у таких біологічних процесах, як транскрипція, регуляція транскрипції, ацетилювання, альтернативний сплайсинг. 
Локалізований у ядрі.